# クレシッダ・コーウェル
クレシッダ・コーウェル（Cressida Cowell、1966年4月15日 - ）はイギリスの児童文学作家。ロンドン出身。代表作は『ヒックとドラゴン（How to Train Your Dragon）』シリーズで、2010年に映画化された。

## 来歴
1966年にロンドンで生まれる。コーウェルの父は環境保護主義者で野鳥観察の趣味があり、コーウェルが幼い頃には休日を家族と共に無人島で過ごした。何もないこの島で家族とサバイバル生活を送るが、コーウェルの父は時にこの島に棲むドラゴンの話を聞かせた。幼かったコーウェルにとってこの話は興味を引き、ドラゴンが本当にいると信じるようになった。この頃コーウェルは8歳であったが、ドラゴンの話を書き始めていた。
後にコーウェルは、オックスフォード大学へ進学。大学では英文学を専攻した。また、セント・マーチンズ大学やブライトン大学でグラフィックデザイン、イラストレーションに関する学位を取得している。

### 人物
1男2女の母親である。

## 著書

### 単著
- 『ヒックとドラゴン 1 （伝説の怪物）』 相良倫子・陶浪亜希訳、小峰書店、2009年、ISBN 978-4338249010
- 『ヒックとドラゴン 2 （深海の秘宝）』 相良倫子・陶浪亜希訳、小峰書店、2009年、ISBN 978-4338249027
- 『ヒックとドラゴン 3 （天牢の女海賊）』 相良倫子・陶浪亜希訳、小峰書店、2010年、ISBN 978-4338249034
- 『ヒックとドラゴン 4 （氷海の呪い）』 相良倫子・陶浪亜希訳、小峰書店、2010年、ISBN 978-4338249041
- 『ヒックとドラゴン 5 （灼熱の予言）』 相良倫子・陶浪亜希訳、小峰書店、2010年、ISBN 978-4338249058
- 『ヒックとドラゴン 6 （迷宮の図書館）』 相良倫子・陶浪亜希訳、小峰書店、2010年、ISBN 978-4338249065
- 『ヒックとドラゴン 7 （復讐の航海）』 相良倫子・陶浪亜希訳、小峰書店、2010年、ISBN 978-4338249072
- 『ヒックとドラゴン 8 （樹海の決戦）』 相良倫子・陶浪亜希訳、小峰書店、2011年、ISBN 978-4338249089
- 『ヒックとドラゴン 9 （運命の秘剣）』 相良倫子・陶浪亜希訳、小峰書店、2012年、ISBN 978-4338249096
- 『ヒックとドラゴン 10 （砂漠の宝石）』 相良倫子・陶浪亜希訳、小峰書店、2013年、ISBN 978-4338249102
- 『ヒックとドラゴン 外伝 トゥースレス大騒動』 相良倫子・陶浪亜希訳、小峰書店、2012年、ISBN 978-4338249515
- 『としょかんへいくピープちゃん』 佐藤見果夢訳、評論社〈評論社の児童図書館・絵本の部屋 しかけ絵本の本棚〉、1999年、ISBN 978-4566004887
- 『なきむしあかちゃん』 主婦の友社〈主婦の友はじめてブックシリーズ〉、2004年、ISBN 978-4072432112
- 『そのウサギはエミリー・ブラウンのっ!』 松川真弓訳、評論社〈評論社の児童図書館・絵本の部屋〉、2008年、ISBN 978-4566008748

ほか